# Diocesi di Hanzhong
La diocesi di Hanzhong (in latino: Dioecesis Hanciomensis) è una sede della Chiesa cattolica in Cina suffraganea dell'arcidiocesi di Xi'an. Nel 1950 contava 19.060 battezzati su 1.500.000 abitanti. La sede è vacante.

## Territorio
La diocesi comprende parte della provincia cinese di Shaanxi.
Sede vescovile è la città di Hanzhong, dove si trova la cattedrale di San Michele Arcangelo.

## Storia
Il vicariato apostolico di Shensi Meridionale fu eretto il 2 agosto 1887 con il breve Anno MDCCCLXXXV di papa Leone XIII, ricavandone il territorio dal vicariato apostolico di Shensi (oggi arcidiocesi di Xi'an).
Il 3 dicembre 1924 assunse il nome di vicariato apostolico di Hanchungfu in forza del decreto Vicarii et Praefecti della Congregazione di Propaganda Fide.
Il 28 marzo 1928 cedette una porzione del suo territorio a vantaggio dell'erezione della prefettura apostolica di Xing'anfu (oggi prefettura apostolica di Ankang).
L'11 aprile 1946 il vicariato apostolico è stato elevato al rango di diocesi con la bolla Quotidie Nos di papa Pio XII.
Nel 1981 fu ordinato vescovo clandestinamente Bartholomew Yu Chengdi, mentre era vescovo "ufficiale" monsignor Aloysius Yu Runchen. Tra i due prelati è intercorso un riavvicinamento, che ha portato il secondo a diventare, di fatto, l'ausiliare del primo. Yu Chengdi è deceduto il 14 settembre 2009 ed il suo successore, Aloysius Yu Runchen, sembra essere riconosciuto dalla Santa Sede.
La riconciliazione della chiesa di Hanzhong si è completata nel 2019, quando, a seguito dell'accordo tra Santa Sede e Repubblica popolare cinese sulla nomina dei vescovi, è stato eletto vescovo coadiutore della diocesi il quarantaquattrenne Stefano Xu Hongwei, che affiancherà l'anziano Aloysius Yu Runchen per poi succedergli.

## Cronotassi dei vescovi
Si omettono i periodi di sede vacante non superiori ai 2 anni o non storicamente accertati.
- Gregorio Antonucci, P.I.M.E. † (6 agosto 1887 - aprile 1895 dimesso)
- Pio Giuseppe Passerini, P.I.M.E. † (29 marzo 1895 - 16 aprile 1918 deceduto)
- Antonio Maria Capettini, P.I.M.E. † (2 aprile 1919 - 1925 dimesso)
- Lorenzo Maria Balconi, P.I.M.E. † (7 marzo 1928 - marzo 1934 dimesso)
- Mario Civelli, P.I.M.E. † (11 marzo 1935 - 18 luglio 1946 nominato vescovo di Jixian)
- Giuseppe Maggi, P.I.M.E. † (13 gennaio 1949 - 17 agosto 1963 deceduto)
  - Sede vacante
  - Bartholomew Yu Chengdi (10 dicembre 1981 consacrato - 14 settembre 2009 deceduto)
  - Aloysius Yu Runchen (Ren Shen), succeduto il 14 settembre 2009

## Statistiche
La diocesi nel 1950 su una popolazione di 1.500.000 persone contava 19.060 battezzati, corrispondenti all'1,3% del totale.
| anno | popolazione | popolazione | popolazione | presbiteri | presbiteri | presbiteri | presbiteri                | diaconi | religiosi | religiosi | parrocchie |
| anno | battezzati  | totale      | %           | numero     | secolari   | regolari   | battezzati per presbitero | diaconi | uomini    | donne     | parrocchie |
| ---- | ----------- | ----------- | ----------- | ---------- | ---------- | ---------- | ------------------------- | ------- | --------- | --------- | ---------- |
| 1950 | 19.060      | 1.500.000   | 1,3         | 33         | 9          | 24         | 577                       |         |           | 56        |            |

Secondo alcune fonti statistiche, nel 2011 la diocesi contava 21.000 fedeli, 33 sacerdoti, 7 seminaristi, 20 parrocchie e 22 cappelle.